# Florian Lukas

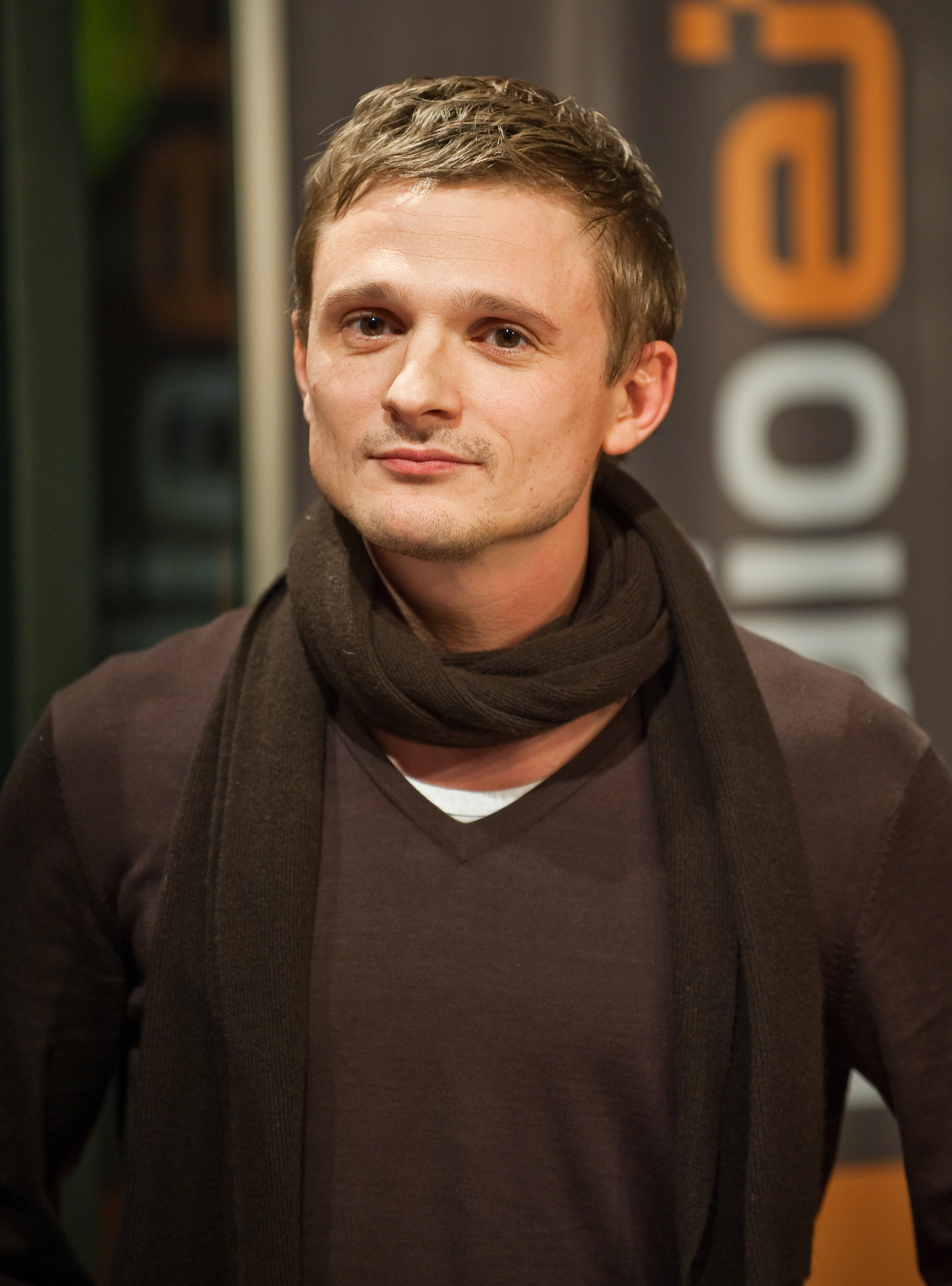
Florian Lukas, 2009

Florian Lukas (* 16. März 1973 in Ost-Berlin) ist ein deutscher Schauspieler. Seinen Durchbruch hatte er 2003 als Elektriker und Nachrichtensprecher Denis in der Tragikomödie Good Bye, Lenin!. Er spielte in über 130 Film- und Fernsehproduktionen, etwa in Filmen und Serien wie Das vergessene Leben, Der Eisbär, Absolute Giganten, Nordwand, Weissensee, Die Wespe und Rosenthal.

## Leben

### Frühe Jahre und Theater
Florian Lukas wuchs im Berliner Ortsteil Prenzlauer Berg auf. Im Alter von 17 Jahren begann er Theater zu spielen, zunächst in freien Theatergruppen, von 1993 bis 1998 auch als Gast am Berliner Ensemble und am Deutschen Theater in Berlin. 1992 gab er unter der Regie von Peter Welz sein Filmdebüt in der Rolle als sechzehnjähriger Schüler Michael Wagner im DEFA-Film Banale Tage. Es folgten zahlreiche weitere Rollen in Kino- und Fernsehproduktionen, beispielsweise 1994 im Tatort: Singvogel mit Manfred Krug, in Maria Teresa Camoglios Filmkomödie Bandagistenglück (1997) und in der Tragikomödie Der Hauptmann von Köpenick (ebenfalls 1997) von Frank Beyer. Ein Schauspielstudium an der HFF Potsdam-Babelsberg brach er 1994 ab. 2004 stand er nach längerer Abstinenz in Ulrich Mühes Inszenierung von Heiner Müllers Der Auftrag wieder auf der Bühne.

### Karriere in Film und Fernsehen
1998 folgten nach seinen Anfängen vor der Kamera größere Rollen in Film und Fernsehen. Die Regisseurin Claudia Prietzel besetzte Lukas in dem Filmdrama Das vergessene Leben als jungen Psychiatrie-Pfleger Axel an der Seite von Inge Meysel in der Hauptrolle. Einem größeren Kinopublikum wurde er sowohl in der Rolle des jungen Rezas in Til Schweigers Regiedebüt Der Eisbär als auch an der Seite von Frank Giering und Antoine Monot, Jr. in Sebastian Schippers Absolute Giganten in der Rolle des Hamburger Möchtegern-Rappers Rico bekannt. Ebenfalls 1998 war er als Sven in Sönke Wortmanns St. Pauli Nacht zu sehen. Für seine schauspielerische Leistung in St. Pauli Nacht und Absolute Giganten erhielt er den Bayerischen Filmpreis als Bester Nachwuchsdarsteller, für Absolute Giganten auch den New Faces Award und den Darstellerpreis des Filmfestivals im russischen Sotschi. 2001 spielte er in Dennis Gansels Teenie-Komödie Mädchen, Mädchen den Trainer Carsten. Seinen endgültigen Durchbruch hatte Lukas 2003 als Elektriker und Nachrichtensprecher Denis in der Tragikomödie Good Bye, Lenin!. Für diese Rolle erhielt er 2003 den Deutschen Filmpreis als „Bester Nebendarsteller“ sowie einen Bambi.
Es folgten weitere Auftritte in Kinofilmen, so zum Beispiel Liegen lernen (2003, Hendrik Handloegten), Kammerflimmern (2004, Hendrik Hölzemann) und One Day in Europe (2005, Hannes Stöhr) sowie in Fernsehfilmen wie dem preisgekrönten Zuckerbrot (2003, Hartmut Schoen). 2005 verkörperte er im Filmdrama Keine Lieder über Liebe von Lars Kraume die Rolle des angehenden Regisseurs Tobias Hansen. 2008 spielte er in Philipp Stölzls Bergsteigerdrama Nordwand neben Benno Fürmann und Johanna Wokalek den Bergsteiger Andreas Hinterstoißer. 2009 übernahm Lukas an der Seite von Karoline Herfurth und Susanne Bormann im Märchenfilm Die Gänsemagd die Rolle des jungen Prinzen Leopold.

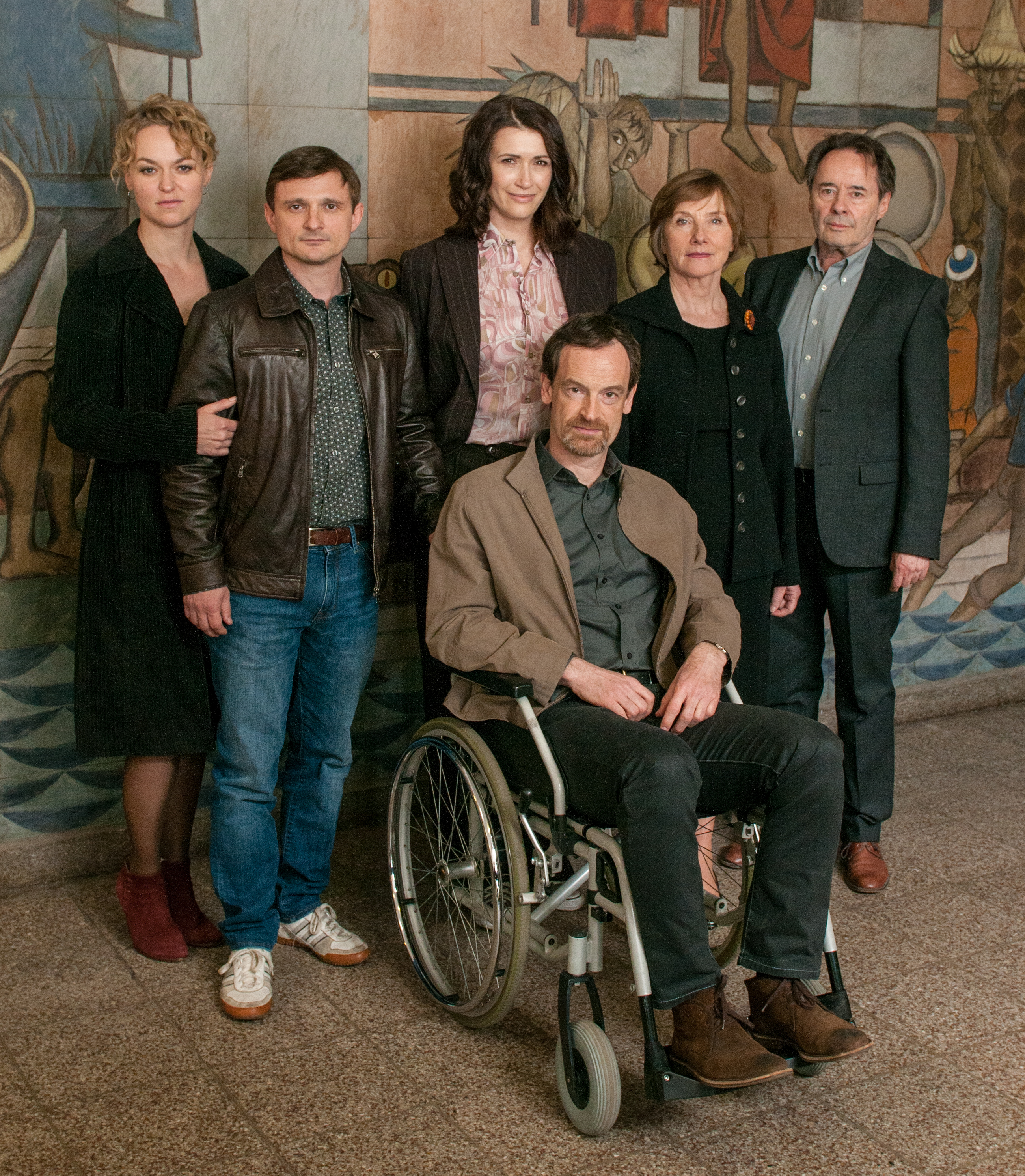
Florian Lukas (2. von links) mit Weissensee-Ensemble, 2017

2010 wirkte Lukas im Musikvideo des Liedes Danke von den Fantastischen Vier mit. Von 2010 bis 2018 übernahm er als Polizist Martin Kupfer, der aus einer Stasi-Familie stammt und sich in die Tochter einer oppositionellen Künstlerin verliebt, eine der durchgehenden Hauptrollen in der Fernsehserie Weissensee. Von 2014 bis 2017 spielte er an der Seite von Sophie Dal als Kommissar Jens Jensen eine weitere Hauptrolle in der ZDF-Krimireihe Friesland. Lars Kraume besetzte ihn 2017 in seiner Kriminalkomödie Der König von Berlin in der Titelrolle des jungen und ehrgeizigen Kommissars Carsten Lanner. Von 2021 bis 2023 war er in der Fernsehserie Die Wespe an der Seite von Lisa Wagner als Dartsportler Eddi Frotzke zu sehen. In den Jugendkriminalfilmen Die drei ??? – Erbe des Drachen (2023) und dessen Fortsetzung Die drei ??? und der Karpatenhund (2025) spielte er die Rolle des Onkel Titus Andronicus Jonas. In Oliver Haffners Filmbiografie Rosenthal übernahm er 2025 die Rolle des titelgebenden Unterhaltungskünstlers Hans Rosenthal.

### Privates
Florian Lukas war mit der Regisseurin und Drehbuchautorin Anna Justice (1962–2021) liiert. Er lebte ab 2003 mit ihr und den aus der Beziehung stammenden beiden Töchtern in Kleinmachnow. Seit 2020 ist er in erster Ehe mit Nora Lukas verheiratet, sie leben in Berlin-Weißensee. Er hat vier Kinder.

## Filmografie

### Kinofilme
- 1992: Banale Tage
- 1993: Der Kleine und der alte Mann
- 1997: Bandagistenglück
- 1997: Dumm gelaufen
- 1997: Dazlak – Skinhead
- 1997: Tut mir leid wegen gestern
- 1998: Härtetest
- 1998: Der Eisbär
- 1999: St. Pauli Nacht
- 1999: Absolute Giganten
- 2000: Zoom – It’s Always About Getting Closer
- 2001: Emil und die Detektive
- 2001: Mädchen, Mädchen
- 2003: Good Bye, Lenin!
- 2003: Befreite Zone
- 2003: Liegen lernen
- 2003: Zuckerbrot
- 2004: Kammerflimmern
- 2005: One Day in Europe
- 2005: Keine Lieder über Liebe
- 2006: FC Venus – Angriff ist die beste Verteidigung
- 2007: Kein Bund für’s Leben
- 2007: Stellungswechsel
- 2008: Nordwand
- 2008: Warten auf Angelina
- 2010: Die Fremde
- 2011: I Phone You
- 2011: Anduni – Fremde Heimat
- 2011: Die verlorene Zeit
- 2011: Don – The King is back
- 2012: Into the White
- 2014: Grand Budapest Hotel
- 2017: Die Unsichtbaren – Wir wollen leben
- 2018: Das schweigende Klassenzimmer
- 2020: Der Überläufer
- 2020: Madison
- 2021: Sweet Disaster
- 2022: Heinrich Vogeler – Aus dem Leben eines Träumers
- 2023: Die drei ??? – Erbe des Drachen
- 2024: In Liebe, Eure Hilde
- 2025: Die drei ??? und der Karpatenhund

### Fernsehfilme
- 1994: Babysitter
- 1995: Kommt Mausi raus?!
- 1995: Ex
- 1995: Operation Medusa
- 1997: Der Hauptmann von Köpenick
- 1998: Dunckel
- 1998: Das vergessene Leben
- 1999: Tournee ins Paradies
- 2001: Wambo
- 2001: Das Glück sitzt auf dem Dach
- 2005: Die letzte Schlacht
- 2005: Die Nacht der großen Flut
- 2009: Die Wölfe (Dreiteiler, Teil 2 Zerbrochene Stadt)
- 2009: Die Gänsemagd
- 2014: Wir tun es für Geld
- 2014: Alles muss raus – Eine Familie rechnet ab (Fernsehzweiteiler)
- 2015: Tag der Wahrheit
- 2015: Silvia S. – Blinde Wut
- 2016: Mitten in Deutschland: NSU (Dreiteiler, Teil 3: Die Ermittler – Nur für den Dienstgebrauch)
- 2017: Der König von Berlin
- 2019: Ein verhängnisvoller Plan
- 2024: Familie is nich
- 2025: Rosenthal

### Fernsehserien und -reihen
- 1994: Tatort: Singvogel
- 1994: Liebling Kreuzberg (2 Folgen)
- 1996: Im Namen des Gesetzes (Folge Fassadenschwindel)
- 1996: Alles außer Mord (Folge Blackout)
- 1996: Polizeiruf 110: Der schlanke Tod
- 1996: Unser Lehrer Doktor Specht (13 Folgen)
- 1998: Wolffs Revier (Folge Bauernopfer)
- 2001: Tatort: Mördergrube
- 2002: Nachtschicht – Amok!
- 2006: Nachtschicht – Der Ausbruch
- 2009: Der kleine Mann (8 Folgen)
- 2009: Einsatz in Hamburg – Tödliches Vertrauen
- 2010–2018: Weissensee (24 Folgen)
- 2012: Tatort: Im Namen des Vaters
- 2014: Sarah Kohr: Der letzte Kronzeuge – Flucht in die Alpen
- 2014: Finn Zehender: Mord in Aschberg
- 2014: Der Tatortreiniger (Fernsehserie) (1 Folge)
- 2014–2017: Friesland → siehe Episodenliste
- 2016: Nachtschicht – Der letzte Job
- 2016: Tatort: Der treue Roy
- 2018: Herr und Frau Bulle: Tod im Kiez
- 2019: Ein starkes Team: Eiskalt
- 2019: Der Krieg und ich (Folge Anton)
- 2021: Erzgebirgskrimi – Der Tote im Burggraben
- 2021: Solo für Weiss – Das letzte Opfer
- 2021–2023: Die Wespe
- 2022: Helen Dorn: Das rote Tuch
- 2024: Tatort: Schweigen
- 2025: Messiah Superstar (Miniserie, 8 Folgen)

## Hörspiele und Hörbücher (Auswahl)
- 2004: Bodo Traber: Das Kreuz auf dem Erlenberg – Regie: Thomas Leutzbach (Hörspiel, WDR)
- 2006: Per Schreiner: Zurück in die Königsallee – Regie: Anouschka Trocker (Hörspiel, RBB)
- 2009: Joachim Gaertner: Hass! Mehr Hass! Die Geschichte von Eric und Dylan – Regie: Thomas Wolfertz, Rolle: Eric Harris (Hörspiel-Dokumentation, WDR)[8]
- 2010: Hugo Rendler: It’s your turn – Regie: Martin Zylka (Kriminalhörspiel, WDR)
- 2012: Wolfram Höll: Und dann – Regie: Cordula Dickmeiß (Hörspiel, DKultur)
- 2012: Mario Salazar: Alles Gold was glänzt – Regie: Robert Schoen (Hörspiel, DKultur)
- 2012: Matthias Käther und André Hatting: Klassiker Reloaded – Regie: Sven Stricker (Hörspiel, RBB)
- 2013: Gesine Schmidt: EXPATS – Regie: Gesine Schmidt und Heike Tauch (Hörspiel, DLF)
- 2013: Karl-Heinz Bölling: Der Verfassungsschutz – Regie: Robert Schoen (Hörspiel, DKultur)
- 2013: Andreas Jungwirth: Döbeln – Regie: Heike Tauch (Hörspiel, MDR)
- 2014: A. J. Betts: Die Unwahrscheinlichkeit von Liebe – Regie: Dirk Kauffels (Sauerländer audio)
- 2014: Jonathan Crown: Sirus – Regie: Sven Stricker (Der Audio Verlag)
- 2015: Viviane Koppelmann: Sherlock & Watson. Neues aus der Baker Street: 1 – Das Rätsel von Musgrave Abbey, Regie: Leonhard Koppelmann (Hörspiel, Der Audio Verlag)
- 2015: Viviane Koppelmann: Sherlock & Watson. Neues aus der Baker Street: 2 – Ein Fluch in Rosarot, Regie: Leonhard Koppelmann (Hörspiel, Der Audio Verlag)
- 2015: Joachim Ringelnatz: …liner Roma – Bearbeitung und Regie: Thomas Gerwin (Hörspiel, RBB, Verlagsgruppe Random House, der Hörverlag, München 2016, ISBN 978-3-8445-2092-7)
- 2015: Nic Pizzolatto: Galveston – Regie: Walter Adler (Hörspiel, WDR)
- 2018: Hilary Mantel: Brüder – Walter Adler (26-teilige Hörspiel-Serie, WDR)[9]
- 2020: Martin Klein: Edwin und der Hund vom Supermarkt. (Hörbuch, RBB Ohrenbär).[10]
- 2020: Frauke Angel: Nikolaus ist ein guter Mann (Hörbuch, RBB Ohrenbär).[11]
- 2020: Tom Peuckert: Doberschütz und die letzte Staatsjagd – Regie: Thomas Leutzbach (Hörspiel, WDR)
- 2021: Christian Kracht: Imperium – Regie: Walter (Hörspiel, HR/SWR)
- 2021: Hubert Schirneck: Frühling voller Abenteuer (Hörbuch, RBB Ohrenbär).[12]
- 2022: Elena Ferrante: Die Geschichte der getrennten Wege – Regie: Martin Heindel (Hörspiel, BR)
- 2022: Ariane Grundies: Bert, das Pferd, und Ingo, der Flamingo (Hörbuch, RBB Ohrenbär).[13]
- 2023: Ilke S. Prick: Kritschelack und die Flohhalsband-Bande (Hörbuch, RBB Ohrenbär).[14]
- 2023: Anne-M. Keßel: Boudicca. Die Keltenkriegerin – Regie: Martin Zylka (8-teiliger Hörspiel-Podcast, WDR)[15]

## Auszeichnungen
- 1999: Bayerischer Filmpreis, Bester Nachwuchsdarsteller für Absolute Giganten und St. Pauli Nacht
- 1999: New Faces Award für Absolute Giganten
- 2000: Preis für den besten Darsteller beim Internationalen Filmfest Sotschi, Russland für Absolute Giganten
- 2001: Preis für den besten Darsteller beim Internationalen Filmfest Ourense, Spanien für Zoom
- 2003: Bambi für Good Bye, Lenin!
- 2003: Deutscher Filmpreis für Good Bye, Lenin!
- 2004: Bester männlicher Nebendarsteller beim Kara Filmfestival in Karatschi, Pakistan für Good Bye, Lenin!
- 2011: Deutscher Fernsehpreis Beste Serie für Weissensee (1 Staffel), stellvertretend für das Schauspielensemble
- 2014: Deutscher Schauspielerpreis Bestes Ensemble in einer Fernsehserie für Weissensee  (2 Staffel)
- 2017: Deutscher Fernsehpreis Bester Mehrteiler für Mitten in Deutschland: NSU, stellvertretend für das Schauspielensemble
- 2017: Deutscher Fernsehkrimipreis Bester Darsteller für Die Ermittler – Nur für den Dienstgebrauch